# Protocatedral del Santo Nombre de María (Sault Ste. Marie)
La Protocatedral del Santo Nombre de María (en inglés: Holy Name of Mary Proto-Cathedral) es una iglesia parroquial católica histórica en Sault Ste. Marie, Míchigan, Estados Unidos, que fue anteriormente una catedral y la primera catedral, por lo tanto "protocatedral", de la Diócesis de Marquette. Es la parroquia más antigua parroquia de Míchigan y la tercera más antigua de los Estados Unidos (después de St. Augustine, Florida y Santa Fe, Nuevo México).

Mientras que el actual edificio de la iglesia, el quinto para la parroquia, data de 1881, la parroquia comenzó en 1668 como una misión jesuita. Fue incluido en el registro nacional de lugares históricos de Estados Unidos en 1984 y designado un sitio histórico de Míchigan en 1989.  La protocatedral fue la (primera) catedral de la diócesis de Marquette cuando fue denominada la "Diócesis de Sault Sainte Marie", cuyo título diocesano es actualmente el de una sede episcopal titular.

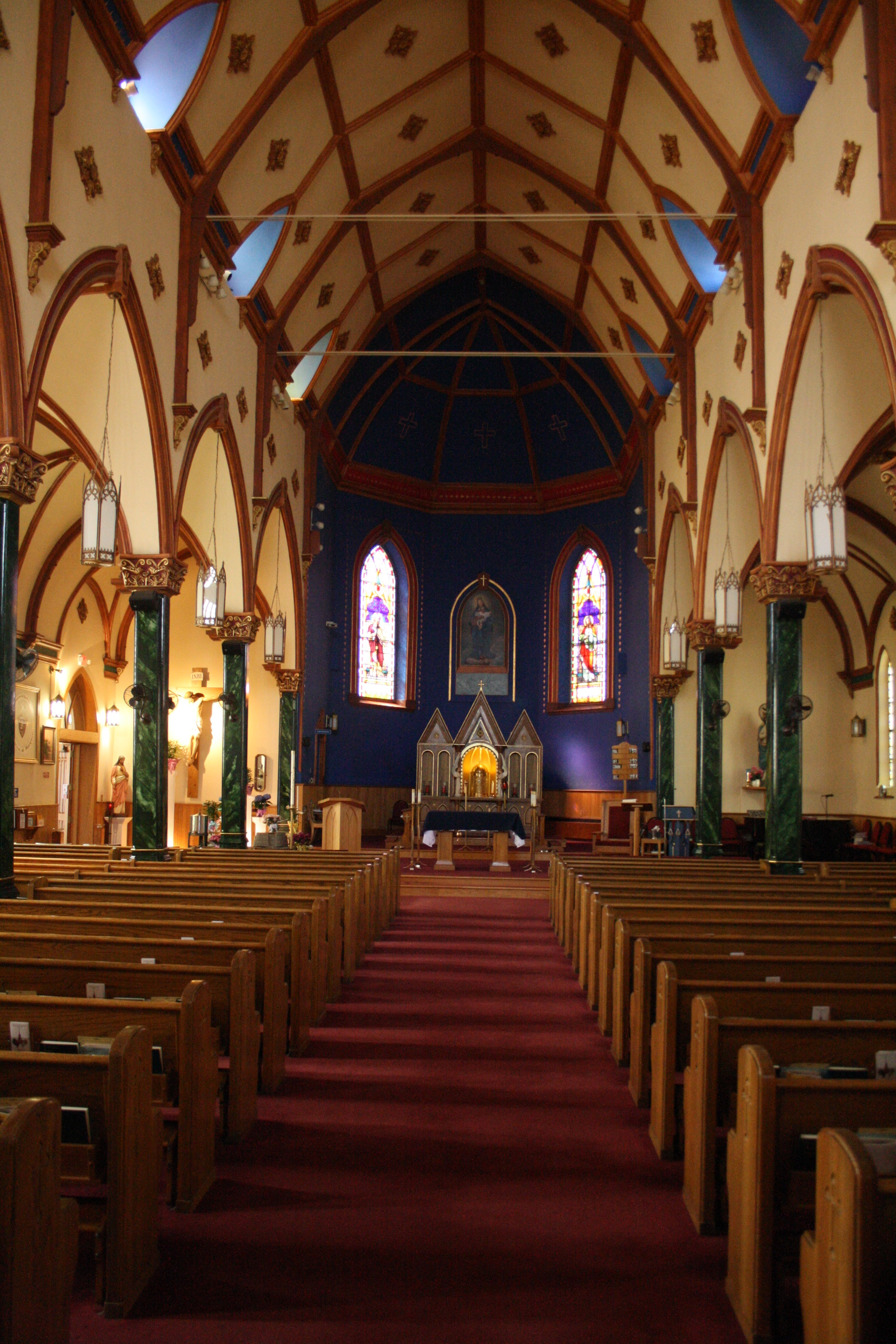
Vista interna